# 집운
집운(集韻)은 1037년 송나라 시기에 출간된 중국어 운서이다. 주요 편집자 정도(丁度)와등은 광운을 확장하고 개정했다. 텅(Teng)과 비거스태프(Biggerstaff)에 따르면(1971:147) 사마광이 1067년에 이 책을 완성했을 가능성이 있다. 집운은 53,525자 항목이 포함되어 있으며(Teng & Biggerstaff, 1971: 147) 광운의 약 두 배이다.

## 같이 보기
- 운서

## 참고 문헌
- Teng, Ssu-yü and Biggerstaff, Knight. 1971. An Annotated Bibliography of Selected Chinese Reference Works, 3rd ed. Cambridge, Massachusetts: Harvard University Press. ISBN 0-674-03851-7